# Державний кордон Республіки Китай

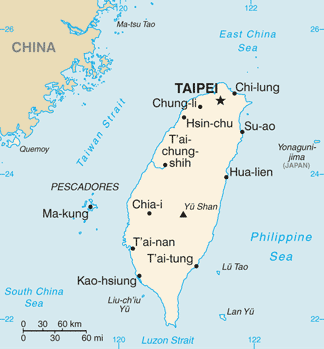
Карта Тайваню

Державний кордон Тайваню — державний кордон, лінія на поверхні Землі та вертикальна поверхня, що проходить по цій лінії, що визначають межі державного суверенітету Тайваню над власними територією, водами, природними ресурсами в них і повітряним простором над ними. Республіка Китай не має сухопутних кордонів з іншими державами.

## Морські кордони
Тайвань на південному заході омивається водами Південнокитайського моря, на півночі — Східнокитайського, на сході безпосередньо водами Тихого океану. На заході Тайвань відділений від материка Тайванською протокою. Загальна довжина морського узбережжя 1,56 тис. км. Острів витягнутий з півночі на південь на 394 км, ширина близько 140 км. Згідно з Конвенцією Організації Об'єднаних Націй з морського права (UNCLOS) 1982 року, протяжність територіальних вод країни встановлено в 12 морських миль (22,2 км). Виключна економічна зона встановлена на відстань 200 морських миль (370,4 км) від узбережжя.

## Спірні ділянки кордону

Китайська Народна Республіка (жовтий) і Республіка Китай (синій)